# ピュロスの勝利
ピュロスの勝利（ピュロスのしょうり、英語: Pyrrhic victory）は、「損害が大きく、得るものが少ない勝利」、つまり「割に合わない」という意味の慣用句（成句）である。
古代ギリシアのエペイロス王で、戦術の天才と謳われたピュロスの故事に由来する。
まだ新興都市国家だったローマがイタリア半島南部の都市国家タレントゥムと戦うことになったとき、常備戦力をほとんど持たない経済都市タレントゥムは、当時既に武将として盛名をあげていたピュロスに莫大な報酬を約束して傭兵として雇い入れた（ピュロス戦争）。
ピュロスはローマ軍と戦いこれを撃破した（ヘラクレアの戦い（紀元前280年）、アスクルムの戦い（紀元前279年））が、ギリシアから遠征してきたピュロスの軍勢は戦うごとに数を減らし、またローマが講和に応じないため、戦勝の慶びを述べた部下に対して、「もう一度ローマ軍に勝利したら、我々は壊滅するだろう」と言ったという。このことから、払った犠牲と勝利して得たものが釣り合わないこと、割りに合わない勝利のことをピュロスの勝利と呼ぶようになった。

## 例
- ヒュダスペス川の戦い
- アスクルムの戦い
- 野田城の戦い
- 大洪水時代
- マルプラケの戦い - スペイン継承戦争（1709年）
- 七年戦争
- バンカーヒルの戦い
- ギルフォード郡庁舎の戦い
- アラモの戦い
- アンティータムの戦い
- イサンドルワナの戦い（英語版）（ズールー戦争）
- ボーア戦争
- 冬戦争
- 日中戦争
- 珊瑚海海戦
- 南太平洋海戦
- アウディーイウカの戦い
- バフムートの戦い